# Stérilisation contrainte

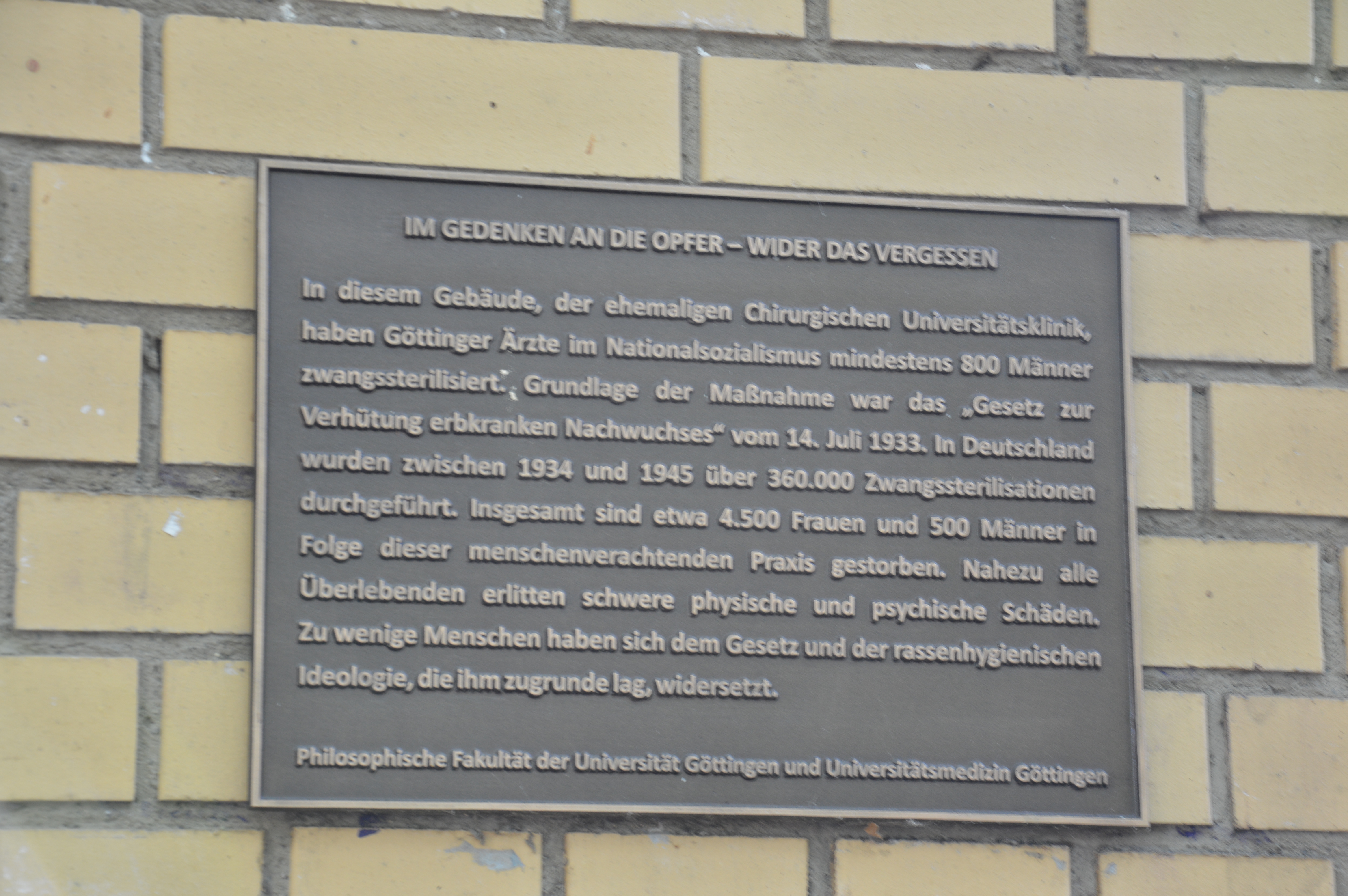
Plaque commémorative pour les victimes de stérilisation par les Nazis, Göttingen.

Des programmes de stérilisation contrainte ont été mis en place par plusieurs États, souvent sous l'influence de théories eugéniques.
Le Japon et les États-Unis furent les premiers à le faire, suivis par la Suède, l'Allemagne nazie jusqu'au Pérou d’Alberto Fujimori  à la fin du XXe siècle. De tels programmes sont imposés à certaines catégories de la population, qui, dans le cadre de théories eugéniques (et parfois racistes) sur un prétendu risque de « dégénérescence raciale », sont stérilisées contre leur gré, parfois à leur insu. Ces programmes eugénistes ont été réalisés souvent sur des personnes de couleur, des personnes avec handicap mental, des homosexuels, ainsi que sur des criminels, toxicomanes, prostituées, voire des personnes de classe populaire. Il s'agit d'une forme de coercition reproductive, opposée aux droits reproductifs.

## Droit international
La stérilisation contrainte est considérée comme un crime contre l'humanité selon le Statut de Rome.

## Pays ayant pratiqué la stérilisation contrainte à large échelle

### Allemagne nazie
L'Allemagne nazie a stérilisé plus de 400 000 personnes au nom de l'idéal de la « pureté de la race ». 

### Canada

#### Alberta et Colombie-Britannique
Deux provinces canadiennes, l'Alberta et la Colombie-Britannique, ont aussi mis en place de tels programmes, à des fins eugéniques, comparables au programme américain (à l'exception du versant pénal, concevant la stérilisation en tant que châtiment, qui n'existait pas au Canada). La province d'Alberta vota l'Alberta Sexual Sterilisation Act (Loi d'Alberta de stérilisation sexuelle) en 1928. Entre 1928 et 1972, environ 3 000 stérilisations ont été opérées, de manière obligatoire ou prétendument « volontaire », sur des individus d'âges et d'ethnies différents. La loi de 1928 n'autorisait la stérilisation qu'en cas d'accord du sujet ou de son tuteur, en fonction de la compétence de celui devant effectuer l'opération. Un amendement de 1937 autorisa la stérilisation forcée des handicapés mentaux, sans leur accord ni celui de leur tuteur. La province d'Alberta accrut encore l'ampleur de son programme de stérilisation après la Seconde Guerre mondiale. En 1972, date de clôture du programme, cinquante personnes avaient été opérées de force.
Les femmes, les jeunes et les minorités formaient la majorité des cibles du programme. Les mineurs étaient souvent considérés comme « handicapés mentaux », ce qui les plaçait sous la dépendance d'adultes, et les privait donc de leur consentement. Les Métis et les Amérindiens ont été largement visés, quel que soit leur âge par ailleurs (formant 2,5 % de la population, ils représentaient 6 % de la population détenue dans des institutions psychiatriques, et, à la fin du programme, 25 % des victimes). On leur imposait souvent le statut de « déficient mental », les privant de droits civiques et les assujettissant à la stérilisation contrainte. Les femmes, en particulier jeunes, pauvres et célibataires, formaient aussi une grande partie des victimes ; on les soupçonnait de prostitution ou, à tout le moins, de mauvaises mœurs, actes qui favoriseraient, selon les théories en vigueur, la « dégénérescence » morale. Si leur sort personnel était considéré comme au-delà de toute rédemption, du moins n'auraient-elles pas de progéniture « décadente ».
La nature réelle du programme parvint aux oreilles du grand public en 1971, lorsque Leilani Muir (en), élève du Centre Michener (Provincial Training School for Mental Defectives, PTS), une institution pour personnes retardées, découvrit qu'elle avait été stérilisée. Sujette au test de quotient intellectuel (QI), elle avait été diagnostiquée comme étant « moron » (QI entre 51 et 70), ce qui la privait de tout droit civique. On lui administra des médicaments anti-psychotiques puissants, bien qu'elle n'ait manifesté aucun symptôme de psychose lors de son séjour au PTS. Elle subit à nouveau le test de QI, où son quotient intellectuel fut estimé à 64, et fut ensuite stérilisée, avec l'accord parental. Vingt ans plus tard, elle a réussi à se faire dédommager à hauteur de 750 000 et 230 000 dollars canadiens (en 1995). 1 300 autres plaintes ont été déposées depuis sa victoire.
Les stérilisations forcées de femmes autochtones canadiennes n'ont pris fin qu'en 2018.

#### Québec
En 2022, un rapport de la Commission de la santé et des services sociaux des Premières Nations du Québec et du Labrador et l'Université du Québec en Abitibi-Témiscamingue a documenté qu'au moins 22 femmes autochtones ont subi des stérilisations forcées au Québec entre 1980 et 2019. Bien que ce rapport est présenté dans les médias comme la première étude du genre au Québec au moment de sa publication, plusieurs articles de presse ont été publiés en 1982 faisant état de ce phénomène.
Selon l'émission Enquête de Radio-Canada, le phénomène de la stérilisation contrainte toucherait également des femmes noires au Québec.

### Danemark
Au Groenland, entre 1966 et le milieu des années 1970, les autorités danoises mènent une campagne massive de pose de dispositifs intra-utérins (DIU) touchant environ 4 500 femmes et adolescentes sur une population totale de 9 000 femmes en âge de procréer. Cette politique, menée dans le cadre de la modernisation de l'archipel alors sous administration danoise et composé à 90 % d'Inuits, vise à réduire le taux de natalité très élevé de la région pour diminuer les coûts de développement assumés par le Danemark. De nombreuses femmes, dont certaines mineures, subissent ces interventions sans leur consentement ni celui de leurs parents et ne sont ni informées de la nature de l'intervention ni de ses conséquences. Le modèle de DIU utilisé, le Lippes Loop, n'est pas adapté aux femmes n'ayant pas encore eu d'enfants,,.
En 1974, le ministère des Affaires étrangères danois anticipe de possibles critiques de cette campagne lors d'une conférence de l'Organisation des Nations unies sur la planification familiale.
Cette campagne entraîne des séquelles physiques et psychologiques chez plusieurs victimes, certaines devenant stériles à la suite de complications,,.
L'affaire est révélée en juin 2021 par le témoignage de la psychologue groenlandaise Naja Lyberth (da) dans le magazine groenlandais Arnanut. En 2022, le gouvernement danois lance une enquête officielle sur ces événements, tandis que le gouvernement local groenlandais met en place une prise en charge psychologique gratuite pour les victimes.

### États-Unis

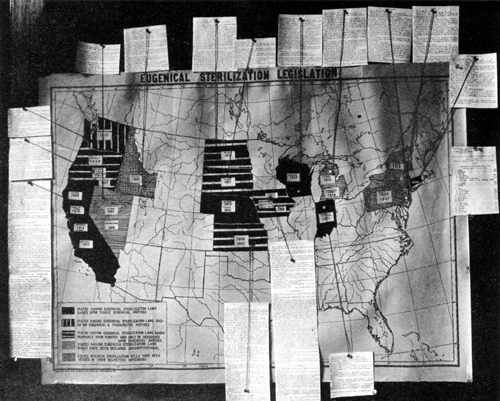
Un poster d'une conférence sur l'eugénisme, tenue en 1921, montre quels États ont mis en place une législation relative à la stérilisation contrainte.

Selon l'universitaire Dominique Aubert-Marson, c'est aux États-Unis que sont mises en place pour la première fois des politiques eugénistes avec d'une part une restriction de l’immigration dès 1924 avec l'objectif déclaré d'éviter un déclin de l’intelligence au niveau national, et d'autre part, dès 1907 en Indiana, une loi rendant obligatoire la stérilisation des faibles d’esprit et des criminels, votée par 33 États en 1944 : environ 60 000 personnes sont ainsi stérilisées, en majorité des pauvres, des femmes jeunes et des personnes issues des minorités ethniques. Le programme visait d'abord les retardés mentaux et personnes sujettes à des troubles psychiques. De plus, certains États visaient aussi les sourds, les aveugles, les épileptiques et les victimes de malformations congénitales. En outre, les Amérindiens ont aussi été victimes du racisme d'État, et nombre d'entre eux ont été stérilisés contre leur gré, sans même en être informés, lors de séjours en hôpital (en maternité, etc.)[réf. nécessaire]. D'autres stérilisations, à une moindre échelle, ont eu lieu en prison et dans le cadre pénal, en visant la criminalité. Au total, plus de 65 000 personnes ont été stérilisées dans 33 États différents dans le cadre de programmes semblables. Vingt-sept États ont mené des programmes de stérilisations contraintes jusqu'en 1956: l'Arizona, la Californie, le Connecticut, le Delaware, la Géorgie, l'Idaho, l'Indiana, l'Iowa, le Kansas, le Maine, le Michigan, le Minnesota, le Mississippi, le Montana, le Nebraska, le New Hampshire, la Caroline du Nord et du Sud, le Dakota du Nord et du Sud, l'Oklahoma, l'Oregon, l'Utah, le Vermont, la Virginie, la Virginie-Occidentale et le Wisconsin.

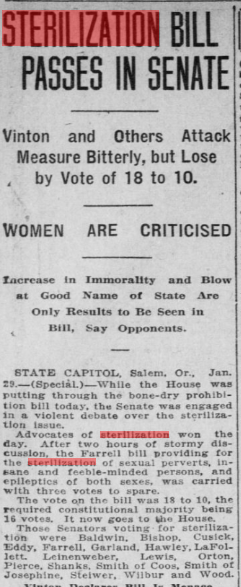
Article du « Morning Oregonian » sur le projet de loi sur la stérilisation, 30 juin 1917

Le Michigan fut le premier État, en 1897, à tenter d'introduire une loi contraignant certaines personnes à être stérilisées. Le projet de loi n'obtint cependant pas assez de voix. En 1905, la Pennsylvanie vota une telle loi, mais elle fut rejetée par un veto du gouverneur. Deux ans plus tard, l'Indiana fut en définitive le premier État à introduire effectivement une loi permettant la stérilisation contrainte, suivi de près par Washington et la Californie en 1909. Jusqu'à Buck v. Bell, un cas soumis à la Cour Suprême en 1927, les taux de stérilisation restèrent relativement faibles, à l'exception notable de la Californie. Au 1er juillet 1925, la stérilisation légale a été pratiquée sur 6 244 individus. En conclusion de Buck v. Bell, les juges légitimèrent la stérilisation forcée de handicapés mentaux au nom de la « protection et de la santé de l'État ». Trois ans plus tôt, la Virginie avait adopté une loi autorisant, au nom de l'eugénisme, la stérilisation contrainte des handicapés mentaux. Carrie Buck avait été transférée à la garde de l'État par sa famille, qui plaida sa « faiblesse d'esprit », après qu'elle eut donné naissance à un enfant (elle avait été violée par un membre de sa famille). La Cour suprême jugea que Buck, sa mère et sa fille étaient « faibles d'esprit » et coupables de « mauvaises mœurs », légitimant ainsi les lois eugéniques de Virginie. Celles-ci furent abolies en 1974. Le juge Oliver Wendell Holmes Jr., qui rédigea la décision de la Cour suprême de 1927, déclarait dans celle-ci que:

« Nous avons vu plus d'une fois que le bien public peut exiger la vie des meilleurs citoyens. Ce serait étrange qu'il ne puisse en appeler à ceux qui ruinent déjà la force de l'État pour des sacrifices moins importants, qui ne sont d'ailleurs souvent pas ressentis comme tels par les personnes concernées, afin de protéger la société contre un excès d'incompétence. Il vaut mieux, pour le monde entier, qu'au lieu d'attendre qu'on exécute la progéniture dégénérée à la suite d'un crime de leur part, ou qu'on les laisse mourir de faim en raison de leur imbécillité, la société puisse empêcher ceux qui sont manifestement incapables de perpétuer leur genre. Le principe qui soutient la vaccination obligatoire est assez large pour légitimer de sectionner les trompes de Fallope (…) Trois générations d'imbéciles sont suffisantes. »

Dans un article de 1985, l'historien Paul A. Lombardo affirmait que Buck n'était pas du tout « faible d'esprit », mais que toute l'histoire s'était bâtie autour de son viol par le neveu de sa mère adoptive. Albert Priddy, un rédacteur de la loi en question, était en même temps responsable d’un centre d’accueil pour personne pauvres et handicapées. Il utilisa l’une de ses pensionnaires, Mlle Buck, pour initier un recours contre sa stérilisation, et la fit représenter en justice par un avocat eugéniste de son choix qui, ne faisant rien d'efficace pour la défendre, mena l’affaire jusqu’à la Cour suprême où il perdit. Ce faisant, il obtenait de la Cour suprême un jugement déclarant la constitutionnalité de la stérilisation.
Après Buck v. Bell, des douzaines d'États instaurèrent des lois de stérilisation au nom de l'eugénisme. Le statut légal de Virginie avait largement été composé par l'eugéniste Harry H. Laughlin, qui s'était rendu compte que nombre de médecins se refusaient à stériliser de force leurs patients, craignant d'éventuelles poursuites judiciaires. Aussi, Laughlin s'était attelé à la rédaction d'une « loi modèle » qui résisterait à l'examen attentif de la Cour suprême, et permettrait la généralisation de telles pratiques. En 1922, Laughlin avait formulé ce modèle législatif, aux fins, non réalisées, d'instaurer un statut fédéral prônant la stérilisation de force à des fins eugéniques.
Harry Laughlin était le super-intendant de l'Eugenics Record Office du biologiste eugénique Charles Davenport (1866-1944), qui avait essayé, dans son ouvrage de 1929, Race Crossing in Jamaica, de démontrer la « dégénérescence » résultant de mariages mixtes entre populations noires et blanches. L'eugénisme était ainsi clairement lié au racialisme, théorie s'appuyant sur la science pour justifier des préjugés racistes. Laughlin lui-même travailla ensuite pour la Pioneer Fund, fondée en 1937. Onze mois après l'instauration des lois de Nuremberg en Allemagne nazie, Laughlin écrivait à un responsable de l'Université de Heidelberg, où il était doctor honoris causa, affirmant que les États-Unis et le Troisième Reich partageaient une « compréhension commune de… l'application pratique » de principes eugéniques à la « santé raciale ».
Le nombre annuel de stérilisations augmenta jusqu'au procès Skinner v. Oklahoma (en), en 1942, lors duquel la Cour suprême complexifia la situation légale en s'opposant à la stérilisation de délinquants si la clause de protection égale (Equal Protection Clause ou égalité devant la loi), inscrite dans la Constitution, n'était pas respectée. En d'autres termes, si la stérilisation de délinquants devait être admise, elle devait s'appliquer aux délinquants de toute classe sociale, et non pas simplement aux ouvriers.
La plupart des lois instaurant de tels programmes de stérilisation peuvent se diviser en trois catégories : celles qui étaient motivées par des considérations relatives à l'hérédité (eugénisme traditionnel), celles qui prétendaient que de telles pratiques menaient à la vitalité (eugénisme thérapeutique) et celles qui voulaient punir une catégorie de personnes (pénal) — bien que ces motivations se soient combinées en théorie et en pratique, la stérilisation des « délinquants » étant considérée comme traitement eugénique de sélection de la population et comme châtiment. L'arrêt de la Cour suprême lors de Buck v. Bell, en 1927, avait mis hors-la-loi la stérilisation contrainte en tant que châtiment.
La plupart des opérations de stérilisation visaient simplement à empêcher toute reproduction (par exemple en sectionnant le canal déférent chez les hommes), bien que certains États (l'Oregon et le Dakota du Nord) eussent prévu la castration. La plupart des opérations de stérilisation étaient menées sous des statuts eugéniques, dans des hôpitaux psychiatriques ou des instituts pour personnes handicapées.
Après la Seconde Guerre mondiale et les politiques d'extermination de l'Allemagne nazie, qui comprenaient un volet eugénique, l'opinion publique devint moins favorable aux programmes de stérilisation. Pour autant, les pratiques de stérilisation continuèrent à un niveau relativement élevé jusqu'au début des années 1960. Le Oregon Board of Eugenics, rebaptisé Board of Social Protection, a existé jusqu'en 1983, avec les dernières stérilisations de force pratiquées en 1981.
Le commonwealth de Porto Rico avait aussi un programme de stérilisation. La législation à ce sujet resta en vigueur dans beaucoup d'États après les années 1960, bien qu'elle n'ait été quasiment plus utilisée. À elle seule, la Californie compte pour plus d'un tiers des cas de stérilisations forcées. Les eugénistes E. S. Gosney et Paul B. Popenoe ont rendu public une bonne partie de ce programme dans un livre qui fut utilisé par le Troisième Reich pour appuyer la thèse selon laquelle un programme de stérilisations forcées à grande échelle était envisageable,,.
Récemment, les gouverneurs de beaucoup d'États, en commençant par la Virginie, puis l'Oregon et la Californie, ont présenté des excuses publiques pour les programmes de stérilisations contraintes. Néanmoins, aucun n'a proposé de compensation financière, au prétexte que peu de victimes étaient encore en vie et qu'il était difficile de retrouver leurs traces administratives. Au moins une plainte a été déposée, déclarant dans Poe v. Lynchburg Training School & Hospital (en) (1981) que la stérilisation était anticonstitutionnelle. La plainte fut rejetée, au motif que la loi n'était plus en vigueur. Les défenseurs reçurent néanmoins quelque indemnisation, au motif que la loi elle-même demandait l'information des patients, obligation qui n'avait pas été satisfaite.
En juillet 2013, le Center for Investigative Reporting accuse l'administration pénitentiaire de l’État de Californie d'avoir pratiqué des stérilisations forcées sur au moins 148 femmes détenues entre 2006 et 2010.
En septembre 2020, Dawn Wooten, une infirmiére travaillant dans un centre de l'ICE en Géorgie, a ouvert une plainte concernant un taux elevé d'hystérectomie envers les femmes enfermées sur son lieu de travail.
Dominique Aubert-Marson indique qu'« après 1930, certains pays européens, comme les pays scandinaves et l’Allemagne, ont mis en place des politiques de stérilisation calquées sur le modèle américain ».

### Inde
L'état d'urgence proclamé en Inde entre 1975 et 1977 comprenait un volet planning familial commençant en avril 1976. Dans ce cadre, la vasectomie et la ligature des trompes ont été commises sur des plus de 10 millions de personnes (dont 7,5 millions d'hommes), soit de force soit contre de l'argent. On accusa principalement Sanjay Gandhi, le fils de la Première ministre Indira Gandhi, d'un programme considéré comme un échec,. Plusieurs agences internationales d'aide au développement comme SIDA (Suède), NORAD (Norvège) ou les Nations unies ont directement participé au financement de ce programme.
Entre 2009 et 2012, il y a eu 700 morts et 356 cas de complication à la suite des stérilisations.
En 2013 et 2014, 4 millions de stérilisations ont eu lieu. D'après les chiffres officiels, moins de 100 000 ont eu lieu sur des hommes, les 3,9 millions restant ayant été pratiqué sur des femmes.
Chaque année, environ 1,4 million de saisonniers sont engagés pour la coupe de la canne à sucre, notamment dans l’État du Maharashtra. D'après un réseau d'ONG spécialisées dans la lutte pour les droits des femmes : « Les coupeurs de canne vivent dans des conditions misérables, sans eau potable ni sanitaires dans leurs abris de fortune. [...] les femmes sont particulièrement vulnérables : leur corps est non seulement exploité mais il est aussi contrôlé. On note une hausse du nombre d’hystérectomie effectuées sur les coupeuses de canne et un pic juste avant le début de la récolte. » Ainsi, selon deux enquêtes, 36 % des travailleuses de la ville de Bid ont subi une ablations de l’utérus (ce qui est très élevé en comparaison de la moyenne régionale de 2,6 % et nationale de 3,2 %). L'objectif poursuivi par les entrepreneurs sucriers est d'obtenir une plus grande productivité de la part de leurs salariées qui peuvent alors travailler de façon ininterrompue.

### Japon
Lors de la phase de l'expansionnisme du Japon Shōwa, les gouvernements nippons successifs mirent en place des mesures visant la stérilisation des handicapés mentaux et des « déviants », dont notamment une Loi nationale sur l'Eugénisme voté en 1940.
D'autre part, les Lois sur la Prévention de la Lèpre de 1907, 1931 et 1953, la dernière n'étant abolie qu'en 1996, permettaient l'internement des malades dans des sanatoriums où l'avortement et la stérilisation étaient monnaie courante. En vertu de l'ordonnance coloniale coréenne de prévention de la lèpre, les malades coréens pouvaient aussi être soumis à des travaux forcés.
En vertu de la Loi Protection Eugénique de 1948, la stérilisation pouvait être imposée aux criminels « avec des prédispositions génétiques au crime », aux patients souffrant de maladies génétiques comme l'hémophilie, l'albinisme, l'ichtyose, et de maladies mentales comme la schizophrénie, la maniaco-dépression et l'épilepsie.
Au Japon, de telles pratiques, ainsi que parfois des avortements contraints, ont été menées dans les colonies de lépreux, longtemps après que des traitements médicamenteux contre la lèpre furent découverts. Un certain nombre de témoignages font aussi écho d'infanticides[réf. nécessaire].
On estime à 25000 le nombre de personnes stérilisées depuis le vote de la Loi nationale sur l'eugénisme. La région de Hokkaido est considérée comme ayant eu le plus grand nombre de stérilisation forcées.

### Pérou
Au Pérou, le président Alberto Fujimori (1990-2000) a été accusé de génocide et de crimes contre l'humanité en raison du programme de stérilisation mis en place. Le Pérou avait alors mis en place un programme de stérilisations forcées contre des Amérindiennes (essentiellement des Quechuas), au nom d'un « plan de santé publique », présenté le 28 juillet 1995. Le plan était financé principalement par l'USAID (36 millions de dollars) et, loin derrière, le Fonds des Nations unies pour la population (UNFPA). Le 9 septembre 1995, Fujimori présente un projet de loi modifiant la « loi générale de la population », afin d'autoriser la stérilisation. Des méthodes de contraception sont aussi légalisées, toutes sortes de mesures auxquelles s'opposent fortement l'Église catholique ainsi que l'Opus Dei. En février 1996, l'OMS elle-même félicite alors Fujimori pour son plan de contrôle démographique.
Le ministre de la santé Luis Solari institue en septembre 2001 une commission spéciale sur les activités d’anticonception chirurgicale volontaire (AVQ), tandis qu'une commission parlementaire chargée d'enquêter sur les « irrégularités » du programme est mise sur pied. En juillet 2002, le Rapport final commandé par le ministère de la Santé montre qu'entre 1995 et 2000, 331 600 femmes ont été stérilisées, tandis que 25 590 hommes subissaient une vasectomie. Le plan, qui avait comme objectif de diminuer le nombre de naissances dans les secteurs pauvres de la société péruvienne, visait essentiellement les indigènes des zones déshéritées. Selon l'accusation de la députée Dora Núñez Dávila en septembre 2003, 400 000 Amérindiennes auraient ainsi été stérilisées dans les années 1990. Des documents prouvent que le président Fujimori était informé, mois par mois, du nombre d'interventions réalisées, par les services de ses ex-ministres de la santé, Eduardo Yong Motta (1994-96), Marino Costa Bauer (1996-1999) et Alejandro Aguinaga (1999-2000). Une enquête de la sociologue Giulia Tamayo, Nada Personal (Rien de personnel), montre que des quotas avaient été fixés aux médecins. Selon Le Monde diplomatique, des « festivals de ligatures des trompes » étaient organisés dans les campagnes et les pueblos jóvenes (bidonvilles). En 1996, il y eut, selon les chiffres officiels, 81 762 ligatures de trompes, le pic étant atteint l'année suivante, avec 109 689 ligatures, pour seulement 25 995 en 1998. Le documentaire Le Ventre des femmes de 2010 parle de ce fait historique. Un procès contre l'ex-président Fujimori, déjà emprisonné pour crime contre l’humanité et corruption, s'ouvre en 2021. L’impunité est jusqu'alors totale, aucun responsable n’ayant été condamné.

### Suède

#### Contexte et évolutions légales
La politique de stérilisation en Suède a été réglementée par deux lois différentes, entrées en application en 1935 et en 1941,. En 1975, la loi de 1941 est remplacée par une loi sur la stérilisation volontaire. 
Sur cette période de quarante ans, près de 63 000 personnes ont été stérilisées, sur une population totale de plus de six millions d'habitants. Il s’agit du chiffre le plus élevé pour une politique de stérilisation en Europe, juste après l’Allemagne nazie (environ 120 000 victimes).
La loi de 1934 ciblait les personnes qualifiées de « malades mentaux, arriérés et autres souffrant de troubles mentaux » susceptibles de transmettre leur tare à leur descendance. Les stérilisations avaient lieu sur une indication « eugénique », ayant pour objectif premier de lutter contre la « dégénérescence » morale et génétique du peuple suédois qui préoccupait les principaux acteurs du monde politique et scientifique. 
La révision de la loi en 1941 étend son champ d’action. L’indication eugénique englobe alors aussi les personnes avec des handicaps ou maladies physiques sévères d’origine héréditaire, comme celles atteintes de chorée de Huntington. Une indication « sociale » est ajoutée pour viser les personnes qui, en raison de « comportement asocial », sont jugées inaptes à élever des enfants. Enfin, l’indication « médicale » permet aussi de stériliser les femmes chez qui une grossesse future pourrait constituer un risque pour leur santé et leur vie,. À partir des années 1950, les médecins créent une indication mixte socio-médicale (blandindikation), concernant des « mères exténuées » (utsläpade möder) ayant la charge de plusieurs enfants, et cumulant la plupart du temps des difficultés économiques et un conjoint alcoolique ou violent. La stérilisation devait permettre de ne pas aggraver la « faiblesse » (svaghet) de ces femmes avec des enfants supplémentaires – elle était souvent couplée à un avortement, à une époque où l’IVG seule n’était légale que dans des cas très restreints.
Le programme de stérilisation est révélé au grand public en 1997 par une série d’articles du journaliste Maciej Zaremba Bielawski dans le Dagens Nyheter, un des principaux quotidiens nationaux suédois. En réponse à ces révélations, le gouvernement suédois a constitué une commission d’enquête de médecins, d’historiens, de juristes et de sociologues pour identifier les acteurs et institutions responsables, estimer le préjudice subit par les victimes et envisager des réparations.
Le changement de législation en 1975 n’a en outre pas signé la fin des stérilisations forcées dans le pays. Jusqu’en juillet 2013, les personnes transgenres étaient obligées de subir une stérilisation avant d’être autorisées à changer de civilité ; ce n’est qu’en décembre 2012 que la cour d’appel de Stockholm a déclaré cette loi comme contraire à la Convention européenne des droits de l’homme. Pas moins de 600 à 700 personnes seraient tombées sous le coup de cette obligation entre 1972 et 2013.

#### La question complexe de la contrainte
Officiellement, la stérilisation n’a jamais été contrainte en Suède. Si la personne visée par une demande de stérilisation jouissait de ses capacités juridiques et refusait de se soumettre à l’opération, le Conseil National de la Santé (Medicinalstyrelsen) appelait à faire preuve de persuasion pour la faire changer d’avis, mais en aucun cas la contrainte physique ne pouvait être employée. Un document publié par le Conseil National de la Santé à l’attention des médecins, les « Conseils et instructions » (råd och anvisningar) l’interdisait explicitement. La limite avec la contrainte était toutefois fine : lorsque les individus étaient mineurs ou frappés d’incapacité juridique, par exemple en raison d’un internement psychiatrique ou d’un âge mental inférieur à 12 ans (autour de 75-80 de QI), l’individu était considéré comme frappé d’incapacité légale. Les médecins, tuteurs ou officiels requérant la stérilisation pouvaient ainsi exécuter une stérilisation sans lui demander son accord. De plus, dès les années 1930, la stérilisation est devenue une solution de choix pour les responsables d’institutions afin de relâcher une personne internée qui ne présentait pas de danger pour la société, une fois son potentiel reproducteur neutralisé ; l’opération était ainsi communément érigée en condition sine qua non pour être autorisé à quitter l’établissement. La fréquence de ces cas extrêmes est difficile à estimer mais ils semblaient toutefois assez communs: « d’après une étude publiée en 1962, environ 36 % (527) de l’ensemble des jeunes filles quittant une école spécialisée en Suède entre 1937 et 1956 ont été stérilisées. » Deux chercheurs ont estimé le nombre de « stérilisations forcées (sans propre demande ni accord) ou dont la demande a été effectuée dans des circonstances coercitives » à environ 21 000, et les « stérilisations d’après une demande propre ou avec accord, mais avec des signes de persuasion ou de pression [extérieure] » à un peu moins de 6 000.

#### Phénomènes de discrimination
93 % des 62 888 victimes du programme de stérilisation étaient de sexe féminin, avec une proportion minimale de 63 % en 1942. La première raison qui expliquerait la surreprésentation des femmes parmi les victimes de stérilisation est que nombre de comportements et de troubles pris comme justification d’une opération étaient préférentiellement associés au genre féminin, à commencer par certaines maladies psychiatriques, comme la névrose ou la psychasthénie - mais aussi l’impassibilité, qui était perçue comme un symptôme de maladie mentale, surtout quand cette insensibilité concernait leur époux ou leurs enfants. Les femmes étaient aussi davantage visées par la politique de stérilisation en raison de la centralité des questions de sexualité et de reproduction : « les problèmes sociaux qui étaient associés avec la sexualité, la morale et la prise en charge déficiente d’enfants était, d’après la conception de la moralité de l’époque, avant tout un problème “féminin”. » Les historiens spécialistes s’accordent donc sur un biais de genre majeur en défaveur des femmes dans l’application des lois de stérilisation, d’autant plus en raison du caractère bénin de la stérilisation tubaire chez l’homme par rapport à la gravité de l’opération chez la femme.
Les individus précaires et avec un plus faible niveau d’instruction étaient aussi davantage visés par le programme de stérilisation. Ils étaient tout d'abord plus susceptibles d’avoir recours aux services sociaux pour demander de l’aide face à leurs difficultés socio-économiques, et donc de se retrouver dans le viseur de la politique de stérilisation. En outre, l’auscultation (qui devait déterminer si la personne visée par un dossier de stérilisation était atteinte de déficience mentale) comportait régulièrement un test de connaissances générales, durant lequel étaient mises à l’épreuve des compétences scolaires, à commencer par l’habileté en lecture, écriture et calcul, mais aussi des connaissances de géographie, ou d’histoire suédoise. Les classes populaires, aux parcours scolaires plus mouvementés et moins longs, se trouvaient ainsi plus souvent caractérisées comme déficientes mentalement et donc cibles d’une stérilisation.
Le caractère raciste de cette politique est quant à lui encore en débat au sein de la communauté historienne. Les auteurs du rapport gouvernemental indiquent une surreprésentation non négligeable des étrangers non-Scandinaves dans l’échantillon de victimes qu’ils étudient, mais l’expliquent surtout par des facteurs socio-économiques : les groupes ethniques minoritaires comme les Sámi, les Roms ou encore certaines populations migrantes étaient plus vulnérables face à la stérilisation à cause de leur position discriminée socialement en général. Une réflexion raciale dans un but de « purification de la race nordique » a sans nul doute très nettement imprégné le programme de stérilisation suédois, mais n’était en rien une entreprise génocidaire envers un groupe ethnique particulier. Il ne semble pas non plus avoir discriminé spécifiquement des personnes racisées en raison de cette identité, bien qu’il demeure indissociable d’une pensée de la race qui a plusieurs fois basculé dans un racisme explicite depuis. 
La Suède participe également, via son autorité de développement international (SIDA), avec la Banque mondiale et le fond pour la population des Nations unies, par des dizaines de millions de dollars au programme indien de stérilisation des pauvres dans les années 1970.

### Suisse
En 1928, le canton de Vaud vote une loi autorisant la stérilisation des personnes atteintes « de maladie mentale ou d’infirmité mentale », elle est abrogée en 1985,. Les personnes ainsi stérilisées se comptent « par centaines » dans ce canton. Stérilisations contraintes ou castrations contraintes furent pratiquées par des gynécologues suisses à partir de 1898. L'Indemnisation des victimes n'est pas envisagée par le gouvernement suisse.

### Royaume-Uni
Au Royaume-Uni, le secrétaire d'État à l'Intérieur Winston Churchill mit en place une clause instaurant la stérilisation contrainte dans le Mental Deficiency Act de 1913. Mais l'écrivain G. K. Chesterton mena une campagne victorieuse pour son abolition. Cependant, en 2015, la Court of Protection du Royaume-Uni a jugé qu'une femme ayant six enfants et un QI de 70, devait être stérilisée pour sa sécurité parce qu'une nouvelle grossesse pourrait mettre en danger la vie de la mère ainsi que de son fœtus.

### Corée du Nord
Selon le rapport publié en avril 2009 par l'Institut coréen pour l'unification nationale, organisme étatique sud-coréen, le gouvernement de la Corée du Nord aurait pratiqué l'eugénisme : les nains devaient subir une vasectomie et être mis en quarantaine et dans les années 1980, des opérations contraceptives se pratiquaient aussi sur des femmes de moins de 1,50 mètre.

### France
Plusieurs centaines ou milliers de femmes ont été victimes d'avortements ou de stérilisations forcés à La Réunion, par des médecins de la clinique de Saint Benoît durant les années 1960. « Dans ce pays malade de démographie, je n'ai jamais eu le sentiment de faire mal », a affirmé Alain Ladj, médecin dans la clinique, lors du procès en 1971.
Le « Rapport sur les problèmes posés par les pratiques de stérilisation des personnes handicapées » publié par de l'Inspection générale des affaires sociales en 1998, a mis en lumière un certain nombre de questions. Selon les auteurs, « le risque de contentieux demeure faible, parce qu'il n'y a jamais de poursuites. Il existe cependant. Si la question surgissait (soulevée par des victimes, des conjoints ou des juges), et aboutissait à une claire affirmation de l'illégalité des stérilisations (ce qui est plus que probable), une telle solution contentieuse aurait un fort impact et susciterait le trouble ». Des données déclaratives émanant d'hôpitaux permettent de repérer « en 1996 environ 15 cas de stérilisation d'hommes handicapés sur les 423 actes de ligatures des canaux déférents et quand même 2 % de stérilisations de femmes, handicapées ou en grandes difficultés sociales, selon le diagnostic associé, c'est-à-dire 211 cas sur 10 453 »,.
En date du 2 février 2012, un collectif de 15 jeunes françaises, originaires de l'Yonne, et stérilisées à leur insu courant 1990, toutes handicapées mentales légères, et qui avaient déjà vu leurs plaintes classées sans suite en 2007 par le parquet d'Auxerre, ont à nouveau entamé une procédure contre l’État, laquelle a été, en 2011, déclarée recevable par la Cour européenne des droits de l'homme.
Selon la sociologue et chercheuse à l'INSERM, Nicole Diederich, qui a dirigé un ouvrage intitulé Stériliser le handicap mental ? (ERES 1998), la pratique de la stérilisation forcée demeure présente en France, dans les institutions pour personnes handicapées, en vertu notamment d'une loi du silence parmi la profession médicale.

### Roumanie, Hongrie, République tchèque et Slovaquie
L'Union des républiques socialistes soviétiques imposa la stérilisation forcée à des déportées issue de la communauté allemande de Roumanie dans des camps de travail après la Seconde Guerre mondiale. La déportation avait eu lieu en vertu d'une clause de la convention d'armistice, selon laquelle la Roumanie devait fournir de la main-d'œuvre à l'URSS.
Selon un rapport de 2005 du Défenseur public des droits de Slovaquie, la Tchécoslovaquie stérilisa des femmes roms entre 1973 et 1990, souvent via des incitations financières. Bien que la politique ait été officiellement abolie après 1990, certains médecins continuèrent ce programme (la dernière victime recensée a été stérilisée en 2003).
En effet, en 2009, 2011 et 2012, la Slovaquie a été condamnée par la Cour européenne des droits de l'homme (CEDH) pour des affaires de stérilisation contre des femmes roms, datant du début des années 2000 (alors que la Slovaquie était membre de l'Union Européenne), stérilisées à leur insu ou sans leur consentement éclairé lors d'accouchements à la césarienne,. De telles affaires ont aussi été dénoncées en Hongrie. Les décisions de la CEDH quant à la Slovaquie ont été critiquées, car si elles condamnaient celle-ci sous l'angle des articles 3 et 8 (interdiction des traitements inhumains et dégradants ; vie privée et familiale), la Cour a considéré qu'il n'était pas nécessaire d'examiner, en sus, une potentielle violation de l'art. 14, à savoir l'interdiction de la discrimination.

### Chine
La Chine a également mis en place des programmes de stérilisation à des fins de contrôle démographique.

### Israël
Selon Gal Gabbay, l’auteur du documentaire israélien « Vacuum », qui reprend le témoignage de 35 femmes falashas, ayant reçu une injection de Depo-Provera dans des camps de transit, en Éthiopie avant d'immigrer en Israël : « Il faut comprendre que ces femmes dans les camps de transit sont très vulnérables. Elles veulent quitter l’Ethiopie et venir en Israël. Donc elles sont dans une position délicate. Et puis, elles viennent d’une culture d’obédience très forte. Avant de quitter leur pays, quelqu’un leur a dit que la vie serait difficile en Israël (…) et on leur a fortement recommandé de prendre cette injection. ». Le contraceptif avait un effet d'une durée de trois mois. Une infirmière israélienne aurait avoué que ces femmes n'avait pas réellement compris les implications de l'injection. Armin Arefi, journaliste, après avoir visionné le documentaire, va jusqu'à accuser Israël, d'avoir « forcé » l'administration du contraceptif « à leur insu ». Notamment en se basant sur le témoignage d'une des femmes qui avait déclaré qu'on ne lui avait pas dit que ce n'était pas un vaccin. D'après le journal Haaretz, à la suite de leurs plaintes, une enquête a été menée et n'a pas trouvé d'éléments pouvant porter à croire qu'elles auraient été contraintes. Le gouvernement israélien a aussitôt publié un communiqué aux gynécologues, de ne pas administrer de Depo-Provera, s'il y a un doute que l'on n'en comprend pas tous les effets.

## Autres pays
Parmi les autres États ayant instauré de telles pratiques, on compte l'Australie, la Norvège, la Finlande, l'Estonie, la Slovaquie, l'Islande, et quelques pays d'Amérique latine (dont le Panama). Récemment, des cas de stérilisations forcés auraient lieu au Mexique,[réf. à confirmer].